# Geografía de Curazao

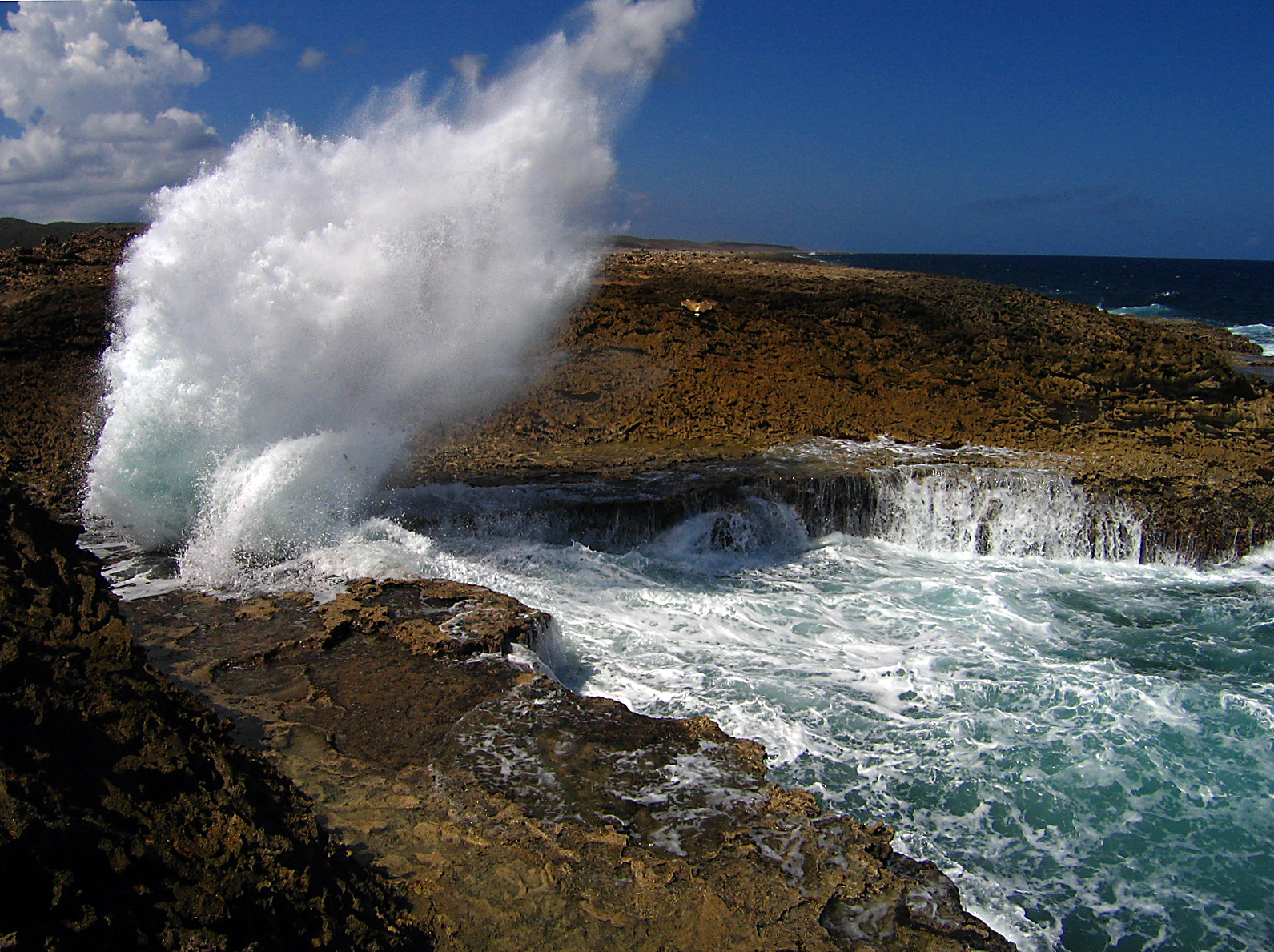
Boka Pistol, costa de Curazao

Al igual que Aruba y Bonaire, Curazao es una isla transcontinental que es geográficamente parte de América del Sur, pero también se considera parte de las Indias Occidentales y una de las Pequeñas Antillas de Sotavento. Curazao y las otras islas ABC son en términos de clima, geología, flora y la fauna muy parecidos a la cercana península de Paraguaná, Isla de Margarita y las zonas aledañas de las regiones venezolanas de Coro y del Estado Falcón. La flora de Curazao difiere de la vegetación de muchas islas tropicales. Matorrales xerófilos son comunes, con diversas formas de cactus, arbustos espinosos, árboles de hoja perenne, y el árbol nacional de la isla, divi-divis. El punto más alto de Curazao es el Christoffelberg ("Monte Christoffel") de 375 metros (1.230 pies) localizado en la parte noroeste de la isla. Este se encuentra en el parque natural reservado, Curaçao Christoffelpark, y se puede explorar en coche, bicicleta, caballo o bien a pie. Algunas rutas se han preestablecido. Curazao tiene muchos lugares donde caminar, Hay además Salinasy marismas donde los flamencos vuelan para descansar y alimentarse. A 24 km (15 millas) frente a las costas de Curazao, al sureste, se encuentra la pequeña isla deshabitada de Klein Curazao ("Pequeña Curazao").

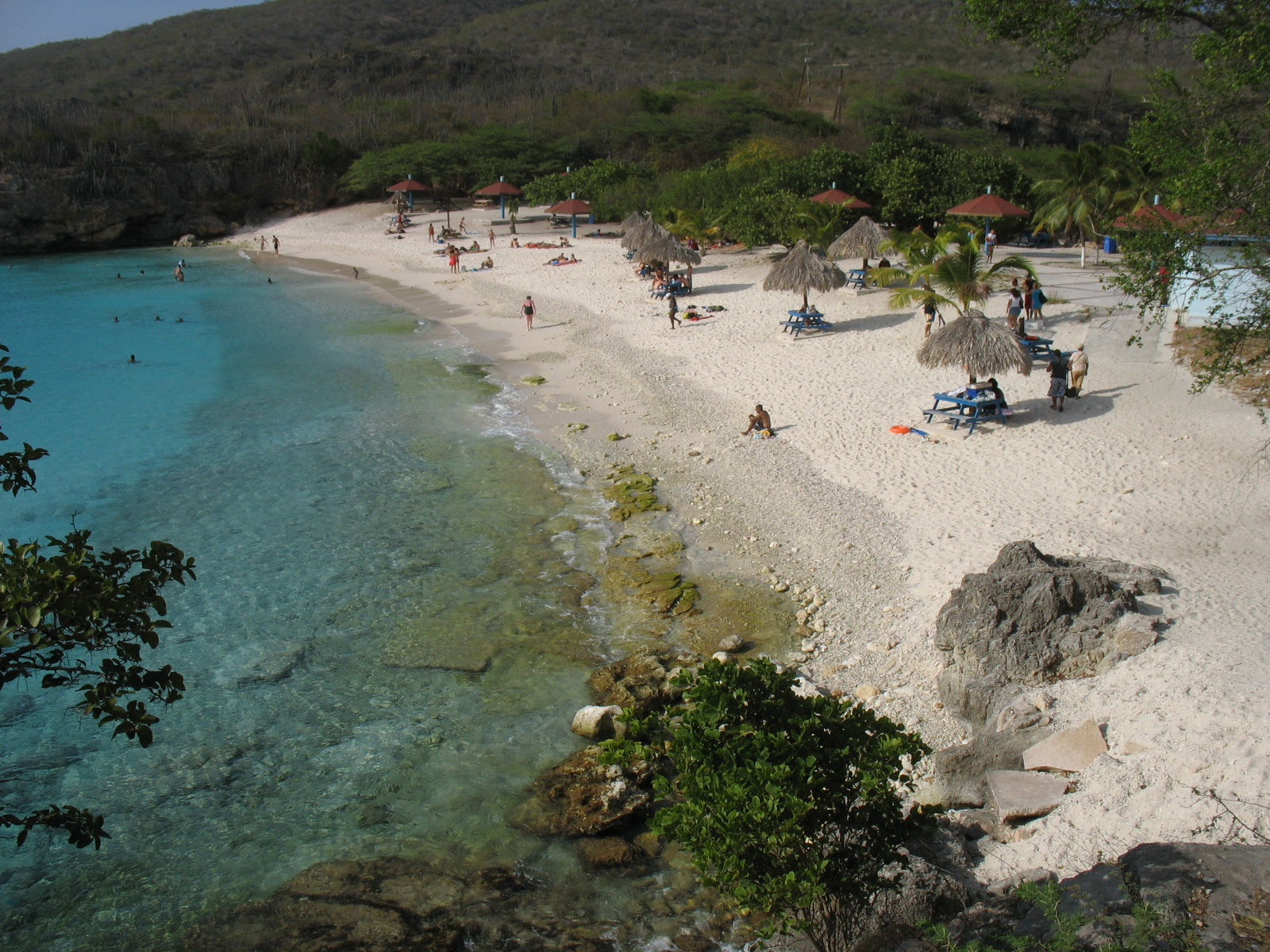
Playa de Grote Knip, Curazao.

Curazao es conocido por sus arrecifes de coral, que lo hacen popular para el buceo Las playas en el lado sur contienen muchos sitios de buceo conocidos. Una característica inusual del buceo de Curazao es que el fondo del mar cae abruptamente a unos pocos cientos de metros de la orilla, y se puede llegar al arrecife sin un barco. Esta bajada se conoce como el "borde azul." Las fuertes corrientes y la falta de playas hacen de la costa norte de roca, peligrosa para nadar y bucear, pero los buzos experimentados a veces realizan buceo usando barcos cuando las condiciones lo permiten. La costa sur es muy diferente y ofrece aguas muy tranquilas. La costa de Curazao cuenta con muchas bahías y ensenadas, muchas de ellos adecuadas para anclar.
Algunos de los arrecifes de coral se ven afectados por el turismo. La playa de Porto Marie está experimentando con arrecifes de coral artificiales con el fin de mejorar la condición del arrecife. Cientos de bloques de coral artificiales que se han colocado son ahora el hogar de una gran variedad de peces tropicales.

## Clima

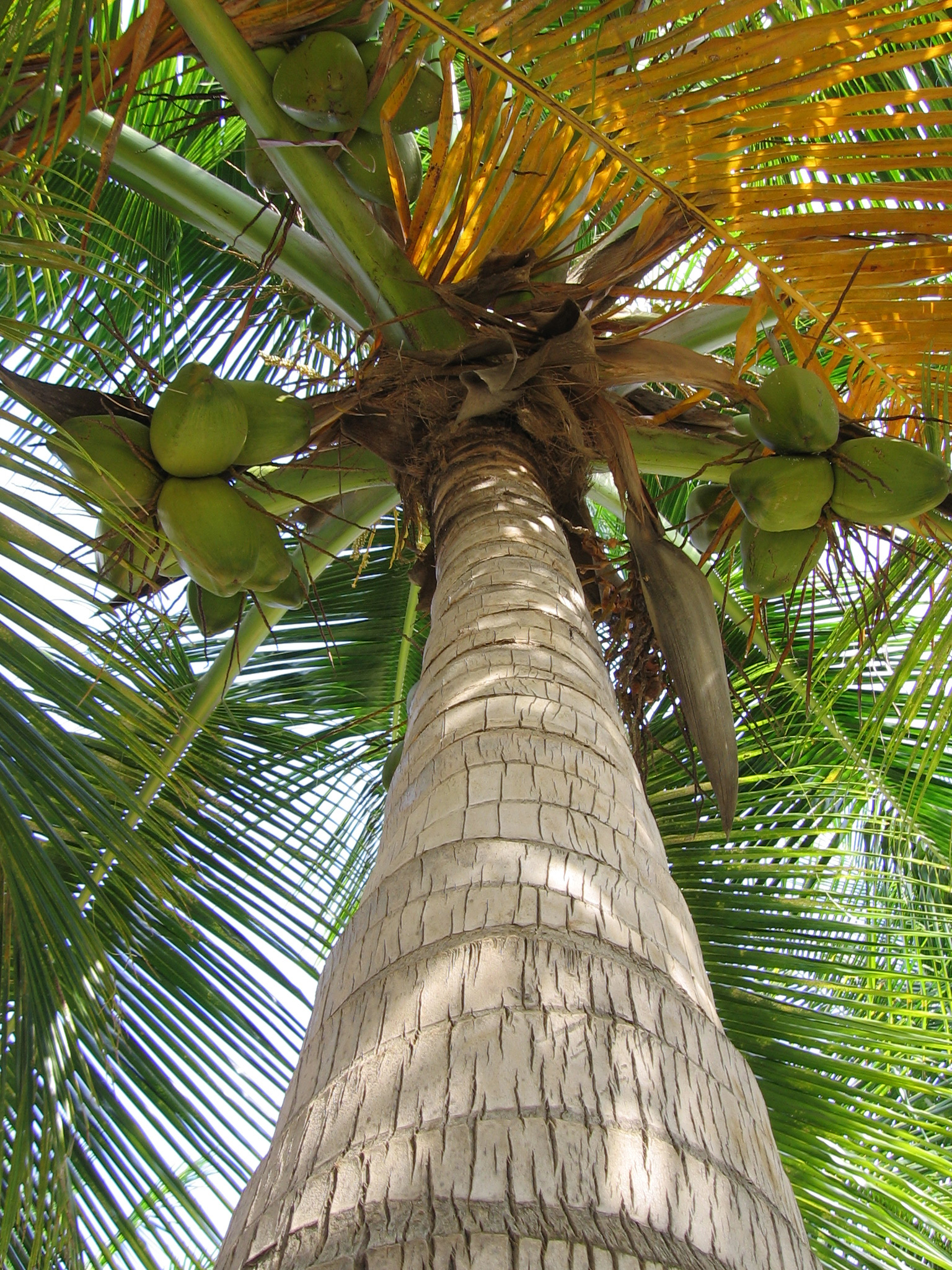
Palmeras típicas del clima semiárido de Curazao

Curazao tiene un clima semiárido de sabana con una estación seca de enero a septiembre y una estación lluviosa de octubre a diciembre, muy parecida a la de la Costa de Venezuela. Las temperaturas son relativamente constantes, con pequeñas diferencias durante el año. Los vientos alisios traen refrigeración natural durante el día y los vientos alisios del mismo traen el calentamiento durante la noche. El mes más frío es enero con una temperatura media de 26.5 °C (79,7 °F) y el mes más caluroso es septiembre con una temperatura media de 28.9 °C (84.0 °F). La temperatura máxima media del año es de 31,2 °C (88,2 °F). La temperatura mínima promedio del año es de 25,3 °C (78,1 °F). Curazao se encuentra fuera del cinturón de huracanes, pero en ocasiones no está exento de ser afectado por los huracanes, como por ejemplo cuando el huracán Omar lo hizo en 2008. Ningún tornado en Curazao se ha producido desde que el Centro Nacional de Huracanes comenzó a rastrear los huracanes. Curazao es, sin embargo, varias veces directamente afectado por pre-huracanes o tormentas tropicales, los últimos que lo hicieron fueron Cesar-Douglas en 1996 y el huracán Joan en 2010. 
| Parámetros climáticos promedio de Curaçao, Antillas Neerlandesas | Parámetros climáticos promedio de Curaçao, Antillas Neerlandesas | Parámetros climáticos promedio de Curaçao, Antillas Neerlandesas | Parámetros climáticos promedio de Curaçao, Antillas Neerlandesas | Parámetros climáticos promedio de Curaçao, Antillas Neerlandesas | Parámetros climáticos promedio de Curaçao, Antillas Neerlandesas | Parámetros climáticos promedio de Curaçao, Antillas Neerlandesas | Parámetros climáticos promedio de Curaçao, Antillas Neerlandesas | Parámetros climáticos promedio de Curaçao, Antillas Neerlandesas | Parámetros climáticos promedio de Curaçao, Antillas Neerlandesas | Parámetros climáticos promedio de Curaçao, Antillas Neerlandesas | Parámetros climáticos promedio de Curaçao, Antillas Neerlandesas | Parámetros climáticos promedio de Curaçao, Antillas Neerlandesas | Parámetros climáticos promedio de Curaçao, Antillas Neerlandesas |
| Mes                                                              | Ene.                                                             | Feb.                                                             | Mar.                                                             | Abr.                                                             | May.                                                             | Jun.                                                             | Jul.                                                             | Ago.                                                             | Sep.                                                             | Oct.                                                             | Nov.                                                             | Dic.                                                             | Anual                                                            |
| ---------------------------------------------------------------- | ---------------------------------------------------------------- | ---------------------------------------------------------------- | ---------------------------------------------------------------- | ---------------------------------------------------------------- | ---------------------------------------------------------------- | ---------------------------------------------------------------- | ---------------------------------------------------------------- | ---------------------------------------------------------------- | ---------------------------------------------------------------- | ---------------------------------------------------------------- | ---------------------------------------------------------------- | ---------------------------------------------------------------- | ---------------------------------------------------------------- |
| Temp. máx. abs. (°C)                                             | 32.8                                                             | 33.2                                                             | 33.0                                                             | 34.7                                                             | 35.8                                                             | 37.5                                                             | 35.0                                                             | 37.4                                                             | 38.3                                                             | 36.0                                                             | 35.6                                                             | 33.3                                                             | 38.3                                                             |
| Temp. máx. media (°C)                                            | 29.7                                                             | 30.0                                                             | 30.5                                                             | 31.1                                                             | 31.6                                                             | 32.0                                                             | 31.9                                                             | 32.4                                                             | 32.6                                                             | 31.9                                                             | 31.1                                                             | 30.1                                                             | 31.2                                                             |
| Temp. mín. media (°C)                                            | 24.3                                                             | 24.4                                                             | 24.8                                                             | 25.5                                                             | 26.3                                                             | 26.4                                                             | 26.1                                                             | 26.3                                                             | 26.5                                                             | 26.2                                                             | 25.6                                                             | 24.8                                                             | 25.6                                                             |
| Temp. mín. abs. (°C)                                             | 20.3                                                             | 20.6                                                             | 21.0                                                             | 22.0                                                             | 21.6                                                             | 22.6                                                             | 22.4                                                             | 21.3                                                             | 21.7                                                             | 21.9                                                             | 22.2                                                             | 21.1                                                             | 20.3                                                             |
| Precipitación total (mm)                                         | 44.7                                                             | 25.5                                                             | 14.2                                                             | 19.6                                                             | 19.6                                                             | 19.3                                                             | 40.2                                                             | 41.5                                                             | 48.6                                                             | 83.7                                                             | 96.7                                                             | 99.8                                                             | 553.4                                                            |
| Fuente: Septiembre de 2008                                       |                                                                  |                                                                  |                                                                  |                                                                  |                                                                  |                                                                  |                                                                  |                                                                  |                                                                  |                                                                  |                                                                  |                                                                  |                                                                  |